# Karl Schenk

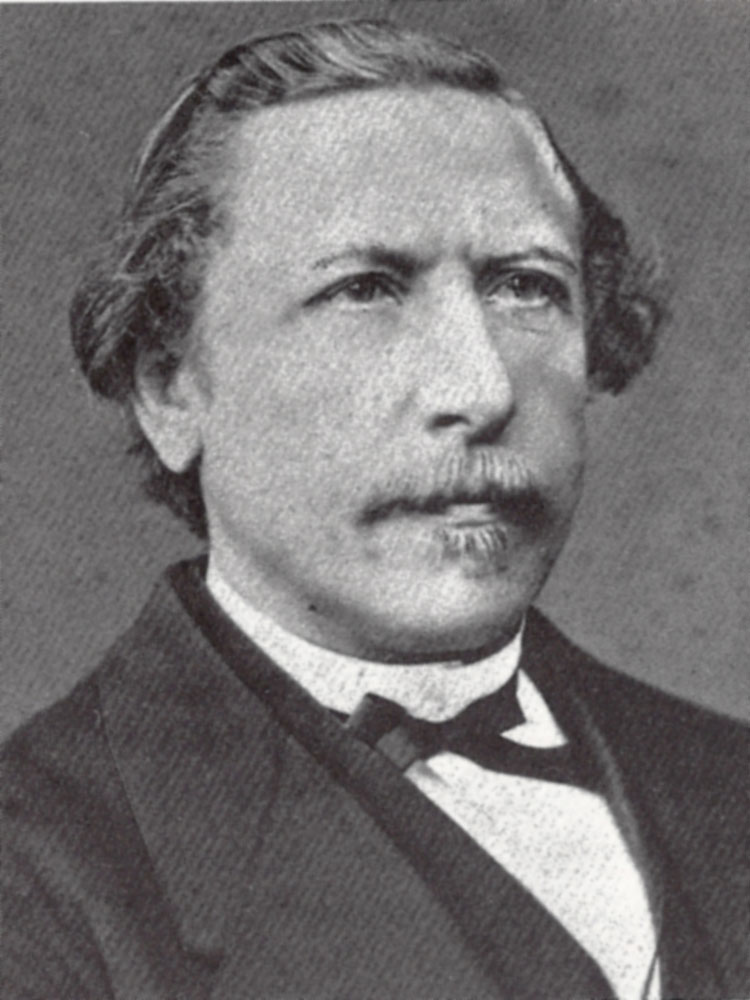
Karl Schenk.

Johann Karl (eller Carl) Emmanuel Schenk, född den 1 december 1823 i Bern, död där den 18 juli 1895, var en schweizisk politiker.
Schenk, som var reformert präst, valdes 1855 till medlem av kantonen Berns regering och var tre gånger dess president. Av den schweiziska förbundsförsamlingen, som han tillhörde sedan 1857, valdes han 1863 till medlem av förbundsrådet, i vilket han kvarstod till sin död och 1865, 1871, 1874, 1878, 1885 och 1893 beklädde presidentvärdigheten.